# Horjanská rotunda
Horjanská rotunda – kostel sv. Anny je římskokatolická historická památka na Ukrajině, ve městě Užhorod, přesněji v bývalé vesnici Horjany (česky Hořany). Patří k nejstarším architektonickým památkám Ukrajiny. Kostel je poutním místem.

## Popis stavby
Kostel je jednolodní, nad vchodem je nízká věž, která vyrůstala z lodi. Za lodí následuje středověká rotunda, která je šestiboká. To je ve střední Evropě vzácné a neobvyklé, podobné stavby jsou pouze v Arménii. Nástěnné malby pocházejí ze 14. století.

## Historie
Rotunda byla pravděpodobně postavena v 10. nebo začátkem 11. století. Patřila rodině Drugethů. V neznámé době byly k rotundě přistavěny různé části. Po středověku kostel ztratil na významu a zůstal v rukou katolíků. V roce 1911 byl renovován. Během první republiky byl proveden důkladný stavební průzkum. V roce 1949 Sovětský svaz předal kostel pravoslavné církvi a v roce 1962 byl provoz zakázán. V 80. letech 20. století byl vzácný kostel restaurován. Od roku 1990 kostel využívají řeckokatolíci. Chrám byl přejmenován na chrám Přímluvy Přesvaté Bohorodice.

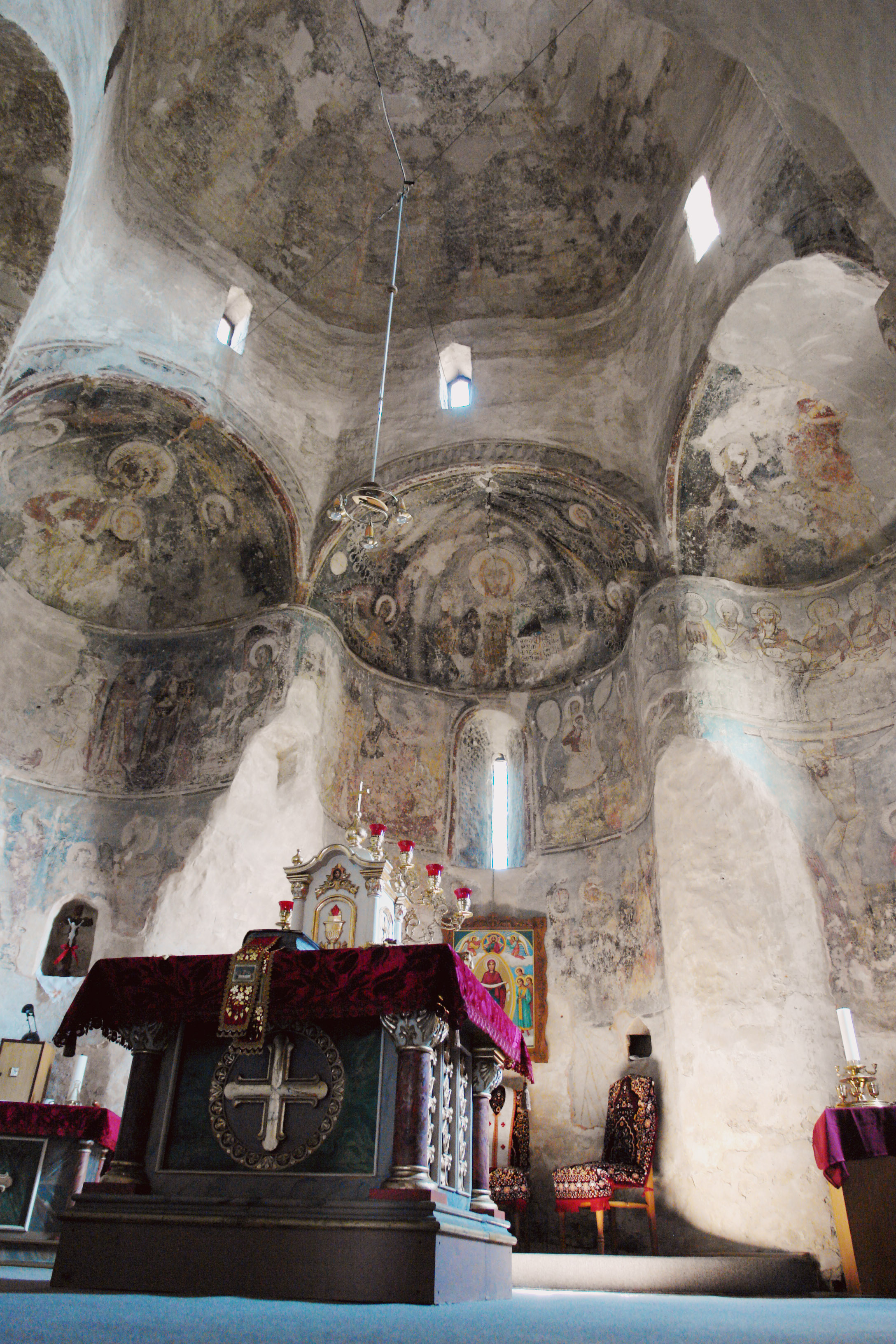
Interiér kostela